# Apatomyza whocantell
Apatomyza whocantell är en tvåvingeart som beskrevs av Lamas 2005. Apatomyza whocantell ingår i släktet Apatomyza och familjen svävflugor. Inga underarter finns listade i Catalogue of Life.